# گژگوش کریخوویاک
گِژِگوش کریخوویاک (لهستانی: Grzegorz Krychowiak؛ ‏ [ˈɡʐɛɡɔʂ]؛ زادهٔ ۲۹ ژانویهٔ ۱۹۹۰) یک بازیکن فوتبال اهل لهستان است که در پست هافبک دفاعی و مدافع میانی برای باشگاه ابها بازی می‌کند.
از باشگاه‌هایی که در آن بازی کرده‌است می‌توان به بوردو، استاد رنس، نانت، سویا، پاری سن ژرمن و وست برومویچ آلبیون اشاره کرد.
وی همچنین در تیم ملی فوتبال لهستان بازی کرده‌است.

## آمار ملی

### بازی‌های ملی
| لهستان | لهستان | لهستان | لهستان |
| سال    | بازی   | گل     | پاس گل |
| ------ | ------ | ------ | ------ |
| ۲۰۰۸   | ۱      | ۰      | ۰      |
| ۲۰۱۱   | ۱      | ۰      | ۰      |
| ۲۰۱۲   | ۴      | ۰      | ۰      |
| ۲۰۱۳   | ۱۰     | ۰      | ۰      |
| ۲۰۱۴   | ۸      | ۱      | ۱      |
| ۲۰۱۵   | ۷      | ۱      | ۲      |
| ۲۰۱۶   | ۱۳     | ۰      | ۰      |
| ۲۰۱۷   | ۴      | ۰      | ۰      |
| ۲۰۱۸   | ۱۱     | ۱      | ۱      |
| ۲۰۱۹   | ۱۰     | ۱      | ۰      |
| ۲۰۲۰   | ۶      | ۰      | ۰      |
| ۲۰۲۱   | ۱۱     | ۱      | ۱      |
| ۲۰۲۲   | ۱۲     | ۰      | ۱      |
| ۲۰۲۳   | ۲      | ۰      | ۰      |
| مجموع  | ۱۰۰    | ۵      | ۶      |

### گل‌های ملی
| شماره | تاریخ          | میزبان  | بازی ملی | حریف    | نتیجه | رقابت                         |
| ----- | -------------- | ------- | -------- | ------- | ----- | ----------------------------- |
| ۱     | ۱۴ نوامبر ۲۰۱۴ | تفلیس   | ۲۳       | گرجستان | ۴–۰   | مقدماتی جام ملت‌های اروپا ۲۰۱۶ |
| ۲     | ۱۱ اکتبر ۲۰۱۵  | ورشو    | ۳۰       | ایرلند  | ۲–۱   | مقدماتی جام ملت‌های اروپا ۲۰۱۶ |
| ۳     | ۱۹ ژوئن ۲۰۱۸   | مسکو    | ۵۲       | سنگال   | ۱–۲   | جام جهانی ۲۰۱۸ روسیه          |
| ۴     | ۱۶ نوامبر ۲۰۱۹ | اورشلیم | ۶۸       | اسرائیل | ۲–۱   | مقدماتی جام ملت‌های اروپا ۲۰۲۰ |
| ۵     | ۲ سپتامبر ۲۰۲۱ | ورشو    | ۸۳       | آلبانی  | ۴–۱   | مقدماتی جام جهانی ۲۰۲۲        |

## افتخارات

### باشگاهی
سویا
- لیگ اروپا: ۱۵–۲۰۱۴، ۱۶–۲۰۱۵

پاری سن ژرمن
- سوپر جام فوتبال فرانسه: ۲۰۱۶
- جام حذفی فوتبال فرانسه: ۱۷–۲۰۱۶